# Meeùs
Meeùs was een Nederlandse tussenpersoon op het gebied van verzekeringen, pensioenen en hypotheken. Meeùs behoorde tot de Unirobe Meeùs Groep, onderdeel van risico- en verzekeringsadviseur Aon.
Meeùs is in 1927 opgericht als klein familiekantoor. Het huidige Meeùs is ontstaan in 2000, na een fusie van onder meer Meeùs, Kamerbeek, Baneke/Gräffner, Van Calcar, Kamminga, Christiaan Smit, Crab Noomen, Gerrit Lammers en Kentron.
In 2009 werd de woningmakelaardijtak van Meeùs overgenomen door Hypodomus Makelaars met kantoren in onder andere Eindhoven, Maastricht, Breda, Bergen op Zoom en Leiden.

## Geschiedenis
Meeùs is in de jaren twintig van de 20e eeuw opgericht door Joseph Meeùs, een vertegenwoordiger uit Breda. Als gevolg van de schade aan zijn auto door een ongeluk, raakte hij geïnteresseerd in verzekeringen en in 1927 opende hij zijn verzekeringskantoor. Samen met twee medewerkers verkocht hij auto- en brandverzekeringen. Kort na de oprichting werden de activiteiten uitgebreid met onder meer hypotheken en makelaardij o.g. In september 2009 is het vastgoedmanagement onafhankelijk geworden door een uitkoop. Alle vastgoedmanagementactiviteiten worden nu uitgevoerd door MVGM Vastgoedmanagement. In 2011 is ook de afdeling Bedrijfshuisvesting aan MVGM verkocht.
Toen Joseph Meeùs op 52-jarige leeftijd stierf, behoorde Meeùs tot de grootste assurantiekantoren in de provincie Noord-Brabant. De zonen van de heer Meeùs namen het bedrijf over.
De Meeùs Groep werd in 2000 aangekocht door AEGON en ging in 2002 samen met andere bedrijven, waaronder de Kamerbeek Groep, Baneke Graffner, Kamminga, van Calcar, Crab Noomen, Kentron en Christaan Smit. Eind 2006 ging de Meeùs Groep over in de Unirobe Meeùs Groep, dat volledig onderdeel werd van AEGON. Het bedrijf had in 2014 500.000 particuliere en 70.000 zakelijke klanten.
In 2008 nam de Rotero Groep de woningmakelaardij-activiteiten over, die zijn voortgezet onder de naam Hypodomus makelaars. Hypodomus makelaars zijn in 2011 vervolgens doorgegaan als een aantal zelfstandig opererende NVM makelaars in de steden Eindhoven, Maastricht, Breda, Leiden en Bergen op Zoom. Eind 2011 voegde Meeùs meerdere labels waaronder WBD Lippmann, Westerzee en Akkermans Van Elten samen onder de hoofdnaam.
Op 1 november 2017 heeft risico- en verzekeringsadviseur Aon de Unirobe Meeùs Groep overgenomen. Vanaf 1 september 2018 werd Meeùs geïntegreerd in Aon en hield op te bestaan als zelfstandig merk.